# Tykev obecná
Tykev obecná (Cucurbita pepo), nazývaná také tykev turek nebo dýně obecná, je druh z rodu tykev.
Tento druh dýně pochází ze Střední Ameriky. Dochovaná semena pocházejí z období 5000 př. n. l., tedy patří mezi nejstarší kulturní plodiny.

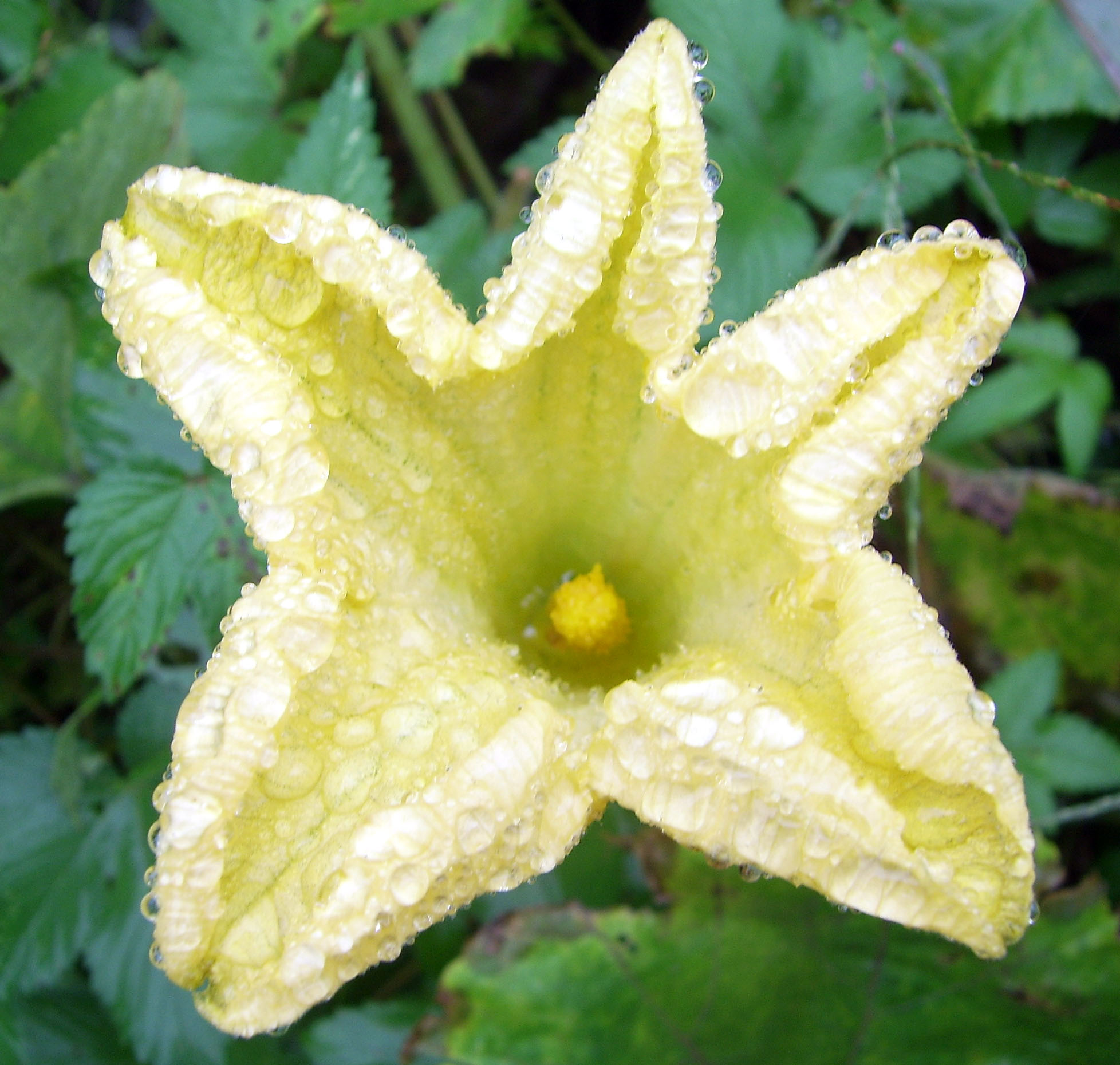
Květ dýně

Jedná se o jednoletou rostlinu keříčkového vzrůstu. Velké jednodomé květy jsou žluté barvy.
Vzhledem k velkým rozdílům u bobulí této dýně se tato rostlina člení na několik variet:
- Cucurbita pepo, varieta giromontiina – sem patří kabačky a cukety
- Cucurbita pepo, varieta patissonina – sem patří patizony
- Cucurbita pepo, varieta oleifera – sem patří tykev (dýně) olejná[3]

Mezi další typy tohoto druhu dýně patří dýně špagetová.
Listy jsou nedělené nebo dlanitě laločné. Plodem je bobule různého tvaru a zabarvení. Z 90 % obsahuje vodu a důležité minerální látky (železo, hořčík, draslík, sodík). Dále také obsahuje alfa a beta karoten. Dýně je neodmyslitelným symbolem původně keltského svátku Halloween.

## Průměrný obsah látek a minerálů
Tabulka udává dlouhodobě průměrný obsah živin, prvků, vitamínů a dalších nutričních parametrů zjištěných v dýních.
| Složka          | Jednotka | Průměrný obsah | Prvek (mg/100 g) | Průměrný obsah | Složka (mg/100g) | Průměrný obsah |
| --------------- | -------- | -------------- | ---------------- | -------------- | ---------------- | -------------- |
| voda            | g/100 g  | 95,0           | Na               | stopy          | vitamin C        | 14             |
| bílkoviny       | g/100 g  | 0,7            | K                | 130            | vitamin D        | 0              |
| tuky            | g/100 g  | 0,2            | Ca               | 29             | vitamin E        | 1,06           |
| cukry           | g/100 g  | 1,7            | Mg               | 10             | vitamin B6       | 0,02           |
| celkový dusík   | g/100 g  | 0,12           | P                | 19             | vitamin B12      | 0              |
| vláknina        | g/100 g  | 1,0            | Fe               | 0,8            | karoten          | 0,450          |
| mastné kyseliny | g/100 g  | 0,4            | Cu               | 0,20           | thiamin          | 0,16           |
| cholesterol     | g/100 g  | 0              | Zn               | 0,4            | riboflavin       | stopy          |
| energie         | kJ/100 g | 55             | Mn               | -              | niacin           | 0,1            |

## Galerie

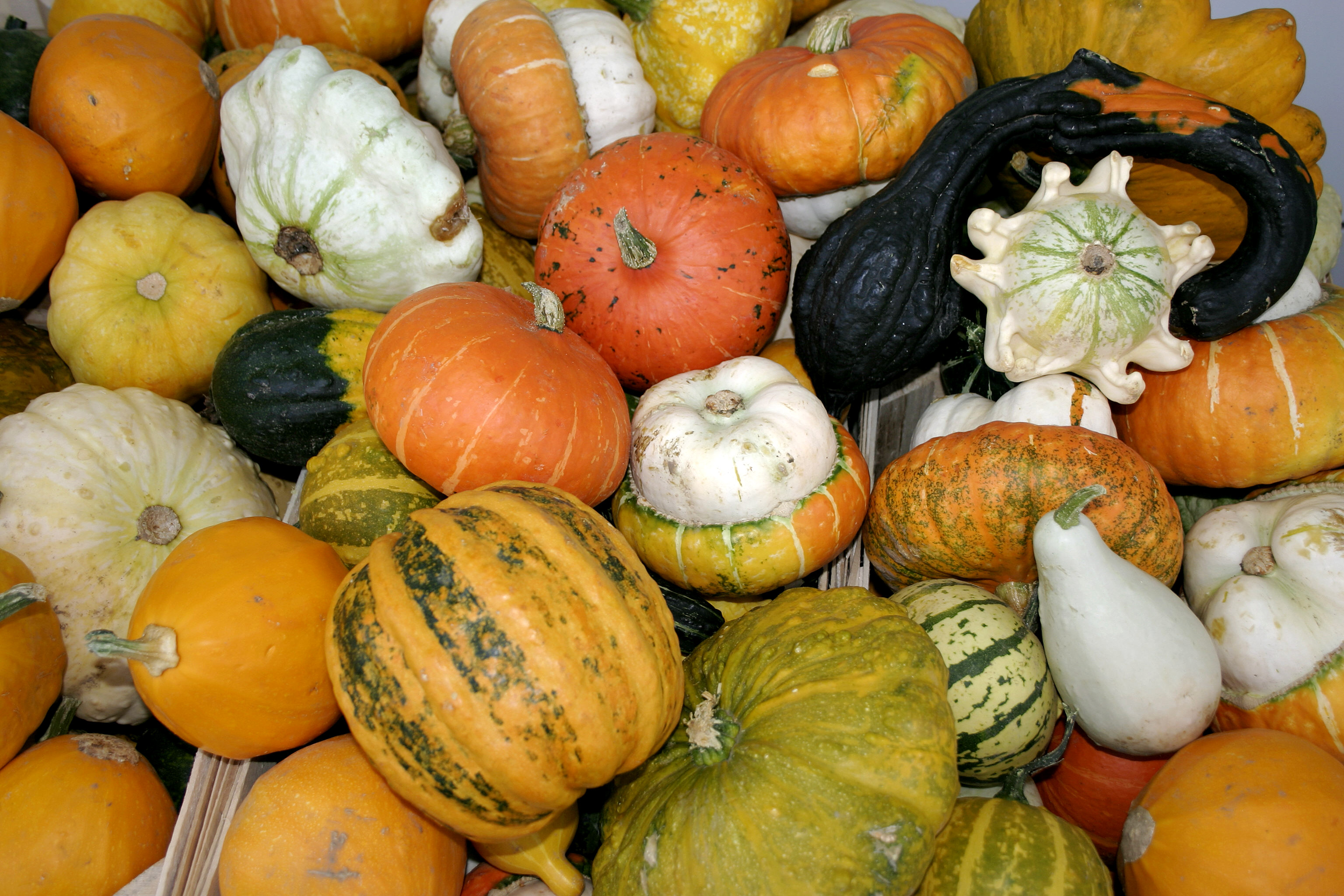
Různé variety dýní
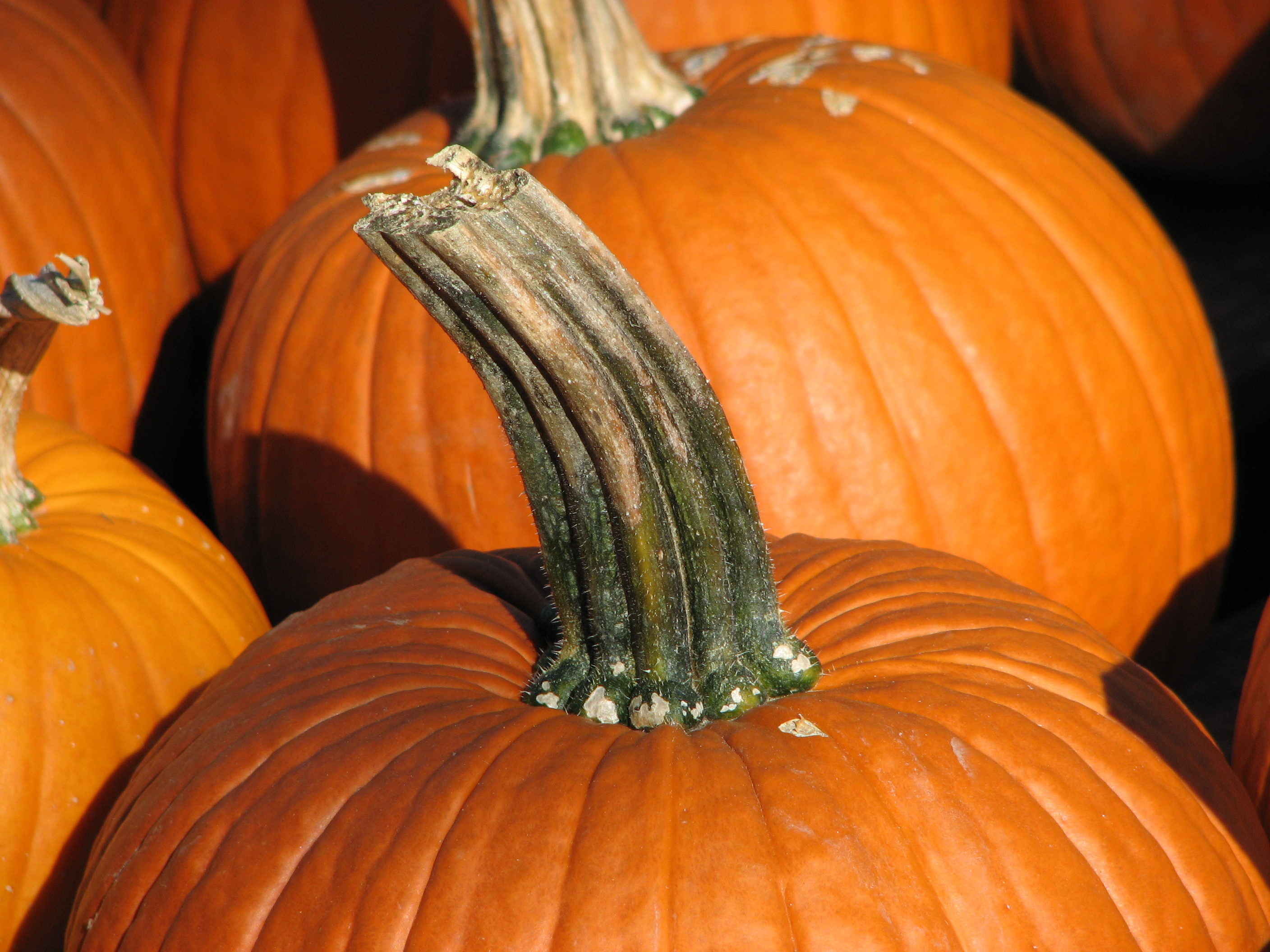
Stopka dýně.
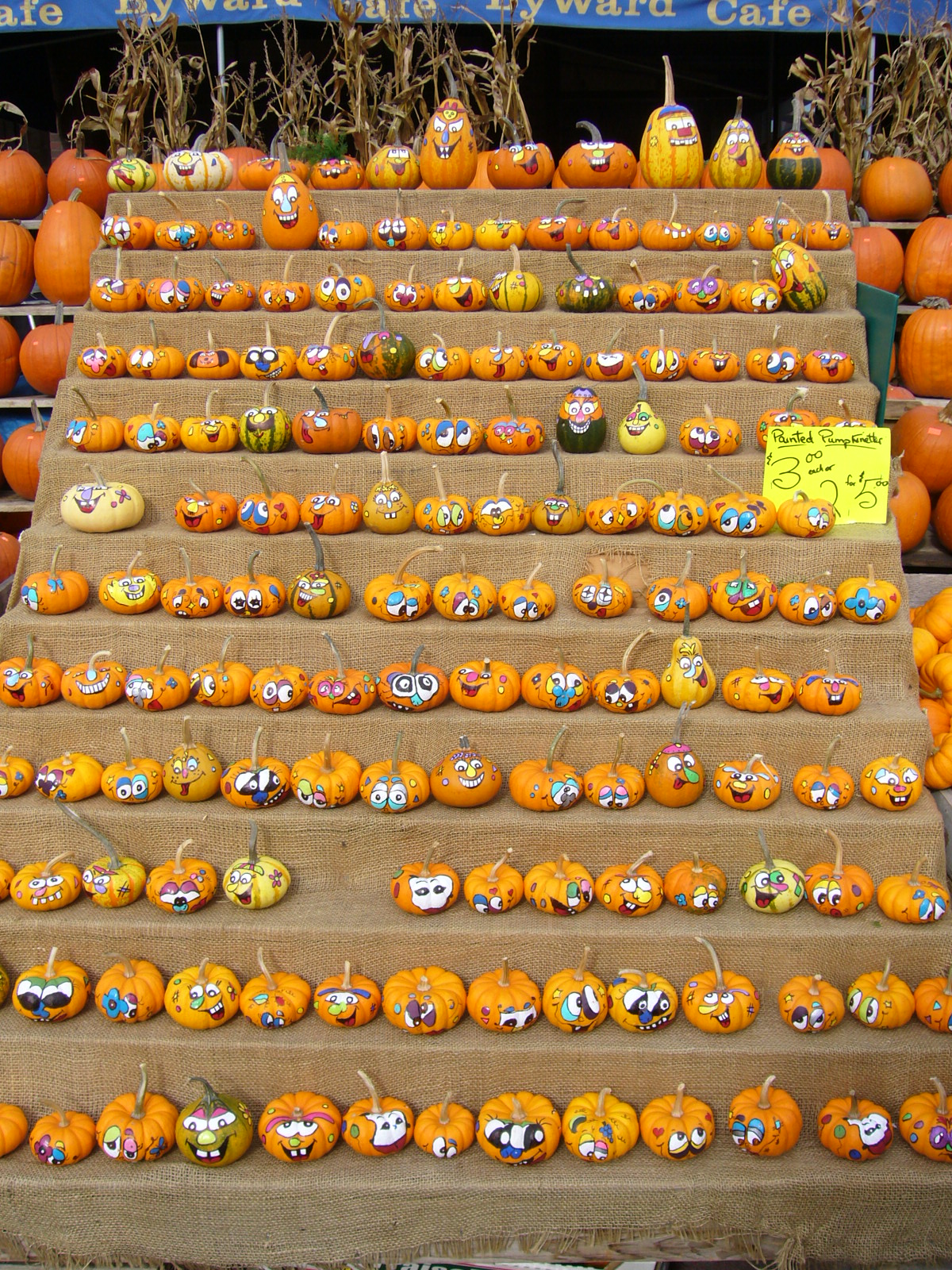
Malované mini-dýně, Ottawa, Kanada.
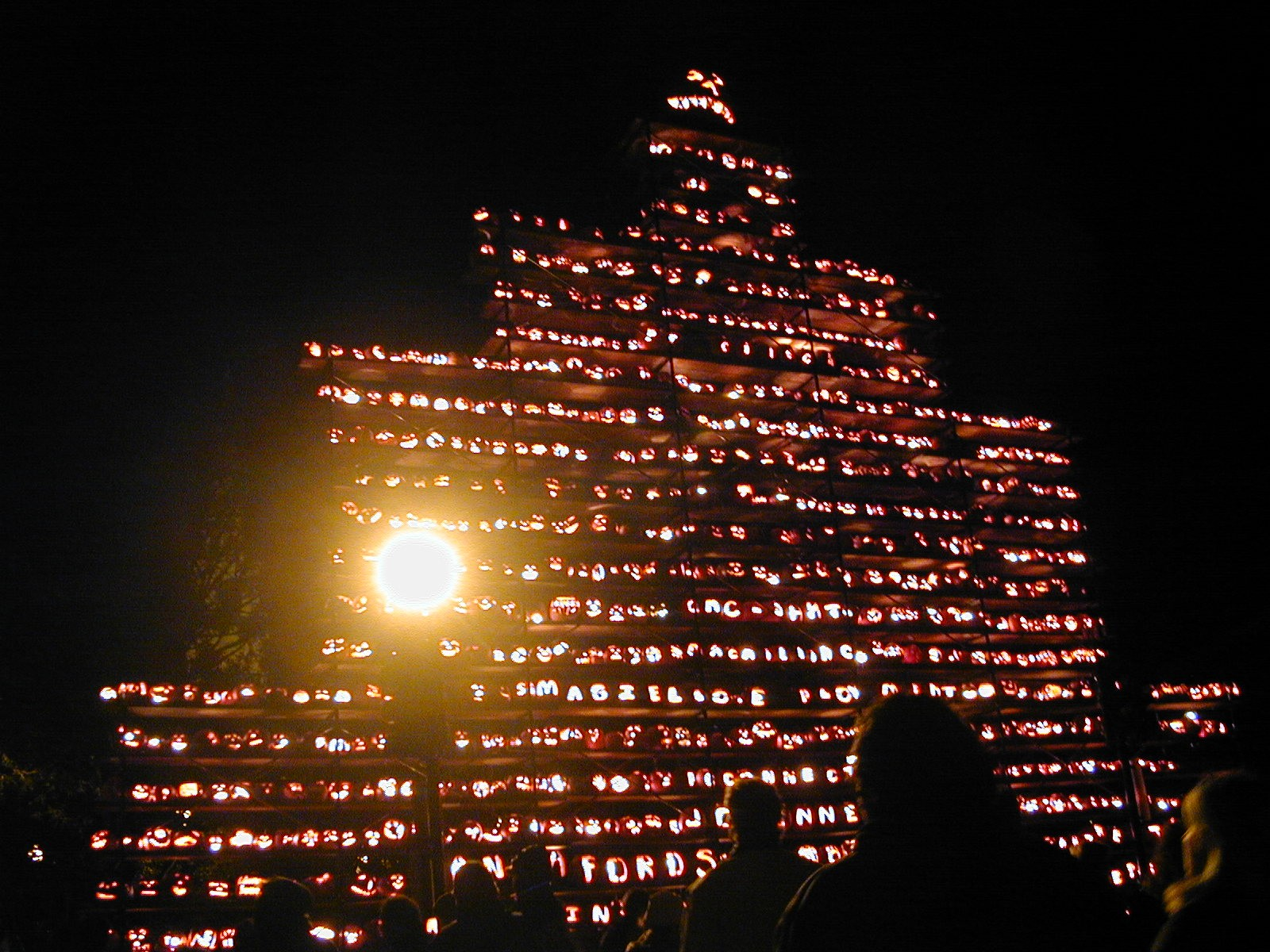
Několik dýní z festivalu dýní, rok 2000, Keene.
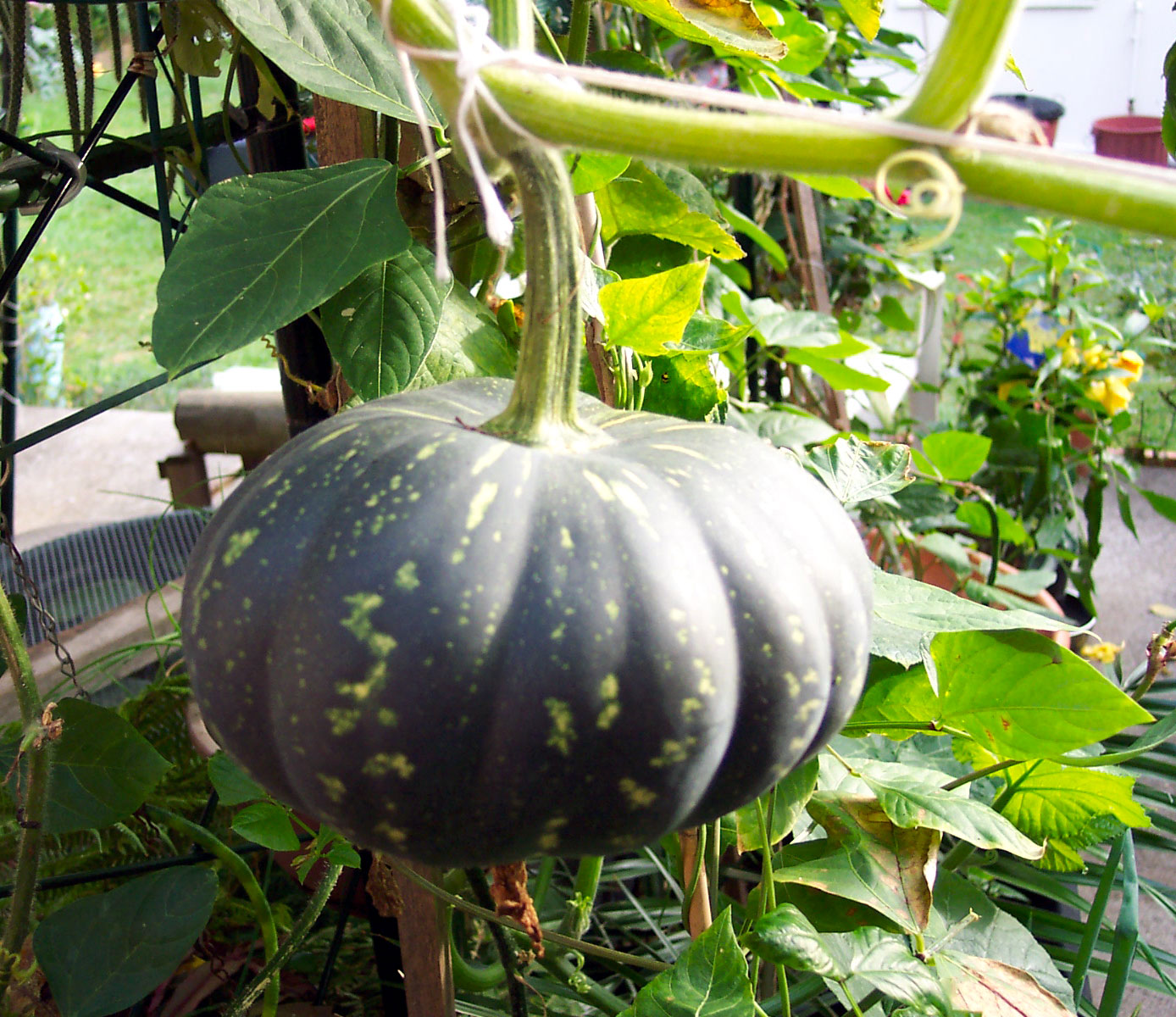
Napadená dýně.
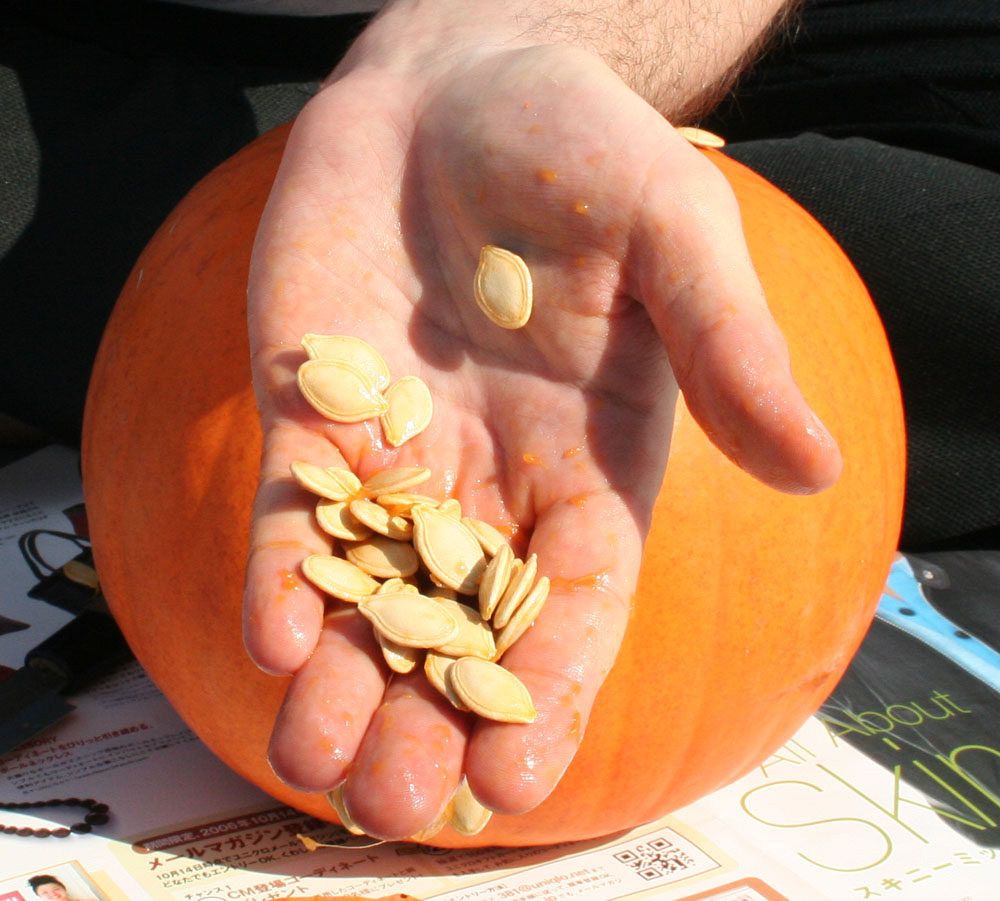
Semínka dýní.